# Millettia lenneoides
Millettia lenneoides är en ärtväxtart som beskrevs av Wilhelm Vatke. Millettia lenneoides ingår i släktet Millettia och familjen ärtväxter. Inga underarter finns listade i Catalogue of Life.